# 塔居错
28°12′49″N 87°28′14″E / 28.2137°N 87.4706°E
塔居错是一个位于中国西藏自治区日喀则地区的湖泊，面积约为1.22平方千米，属于青藏高原。它的一级流域为广西、云南、西藏、新疆诸国际河流，二级流域为雅鲁藏布江—布拉马普特拉河水系。